# Port lotniczy Malanje
Port lotniczy Malanje – krajowy port lotniczy położony w Malanje, w Angoli.